# تشريتو دستي
تشريتو دستي (بالإيطالية: Cerreto d'Asti)‏ هي بلدة وبلدية في مقاطعة أستي في إقليم بييمونتي في جنوب إيطاليا.

## السكان
في سنة 1861 بلغ عدد السكان 729 نسمة، وتطور العدد ليصل في سنة 2011 لـ 220 نسمة.
يظهر هذا المخطط البياني تطور النمو السكاني لـ تشريتو دستي